# Yvonne Elliman
Yvonne Marianne Elliman (Honolulu, 29 de dezembro de 1951), mais conhecida como Yvonne Elliman, é uma atriz e cantora estadunidense.

## Biografia
Fez muito sucesso da década de 1970, principalmente no papel de Maria Madalena na ópera rock Jesus Christ Superstar, primeiro no teatro, em 1971, e depois no filme dirigido por Norman Jewison em 1973. Nesse filme interpretou, entre outras, a canção I Don't Know How To Love Him, um grande sucesso. Além dessa canção, teve outro grande sucesso na canção "If I Can't Have You", composta pelos Bee Gees e que fez parte da trilha sonora do filme Saturday Night Fever (no Brasil, Os embalos de sábado à noite) de 1977 e estrelado por John Travolta. Em 1979 participou da trilha sonora do filme Moment by Moment (também estrelado por Travolta e por Lily Tomlin), atuou em um episódio dividido em duas partes da série de TV estadunidense Hawaii 5-0 e gravou seu último disco quando decidiu interromper a carreira bem sucedida para se dedicar à família. Retornou em 2004 com o álbum Simple Needs, com canções compostas e produzidas por ela mesma. Atualmente faz shows de maneira regular, principalmente em Honolulu.

## Discografia

### Oficial
- 1972 - Yvonne Elliman
- 1973 - Food of Love
- 1975 - Rising Sun
- 1976 - Love Me
- 1978 - Night Flight
- 1979 - Yvonne
- 2004 - Simple Needs

### Antologias
- 1995 - The Very Best of Yvonne Elliman
- 1997 - The Best of Yvonne Elliman
- 1999 - If I Can't Have You
- 1999 - Yvonne Elliman
- 2001 - The Collection
- 2004 - 20th Century Masters - The Millennium Collection: The Best of Yvonne Elliman

### Trilhas sonoras
- 1973 - Jesus Christ Superstar
- 1977 - Saturday Night Fever
- 1979 - Moment by Moment

### Singles
- 1977 - "If I Can't Have You" / "Good Sign"

## Filmografia

### Cinema
- 1973: Jesus Christ Superstar

### TV
- 1979: Hawaii 5-0

## Teatro
- 1971: Jesus Christ Superstar